# Vidlunnia
Vidlunnia – zespół avant-folkowy z Poznania działający w latach 2010–2013. Zakończył swoją działalność 3 stycznia 2013 r. Nazwa zespołu pochodzi z języka ukraińskiego i oznacza 'echo' symbolizujące przestrzeń natury i muzyki. Pieśni tradycyjne z Ukrainy, Białorusi i Polski wyznaczające rytm życia ludzi wsi stanowiły główną inspirację dla zespołu. Muzyka Vidlunni to tęsknota za dawnym brzmieniem dźwięków i obrzędowością czasów naszych babć. Przenosi ona do mikrokosmosu tradycyjnej kultury jednocześnie umiejscawiając ją we współczesnym kontekście. Obok śpiewokrzyku i ludowej stylistyki gry na instrumentach, pojawiały się brzmienia syntetyczne, instrumenty związane z kulturą Zachodu wzbogacane instrumentarium z innych kultur tradycyjnych. Vidlunnia jest laureatem XIV Folkowego Festiwalu Polskiego Radia 'Nowa Tradycja' (III miejsce). Grupa zajęła I miejsce podczas Dragon Folk Fest I w 2011 r.
Zespół wystąpił podczas festiwalu Ethno Port Poznań w 2012 r. oraz w tym samym roku na festiwalu Rozstaje w Krakowie. Zespół znalazł się na zapowiedzi festiwalu Ethno Port Poznań 2012 na stronie World Music Network.

## Skład
- Malwina Paszek - śpiew, lira korbowa, karimba, krakeb, kompozycje, aranżacje
- Weronika Partyka - śpiew, saksofony, duduk, fujara wielkopostna
- Katarzyna Mizera (Wesołowska) - śpiew, skrzypce, gong, talerze
- Oliwia Wronikowska-Abravesh - śpiew, syntezatory, brzmienia elektroniczne, skrzypce, kompozycje, aranżacje